# Eremodromus
Eremodromus is een vliegengeslacht uit de familie van de roofvliegen (Asilidae).

## Soorten
- E. flaviventris (Efflatoun, 1937)
- E. gracilis (Paramonov, 1930)
- E. noctivagus Zimin, 1928
- E. zimini Lehr, 1979